# Soedanees pond
Het pond is de munteenheid van Soedan sinds 2007, toen het de dinar (SDD) verving. Eén pond is honderd piaster.
De volgende munten worden gebruikt: 1, 5, 10, 20 en 50 piaster. Het papiergeld is beschikbaar in 1, 2, 5, 10, 20 en 50 pond.
De munt was anno 2011 nog tijdelijk in omloop in Zuid-Soedan in afwachting van hun eigen munteenheid, het Zuid-Soedanees pond.

## Bankbiljetten
| Waarde (S/.) | Voorzijde | Achterzijde |
| ------------ | --------- | ----------- |
| 1 pond       |           |             |
| 2 pond       |           |             |
| 5 pond       |           |             |
| 10 pond      |           |             |
| 20 pond      |           |             |
| 50 pond      |           |             |